# Leyland-Zypresse

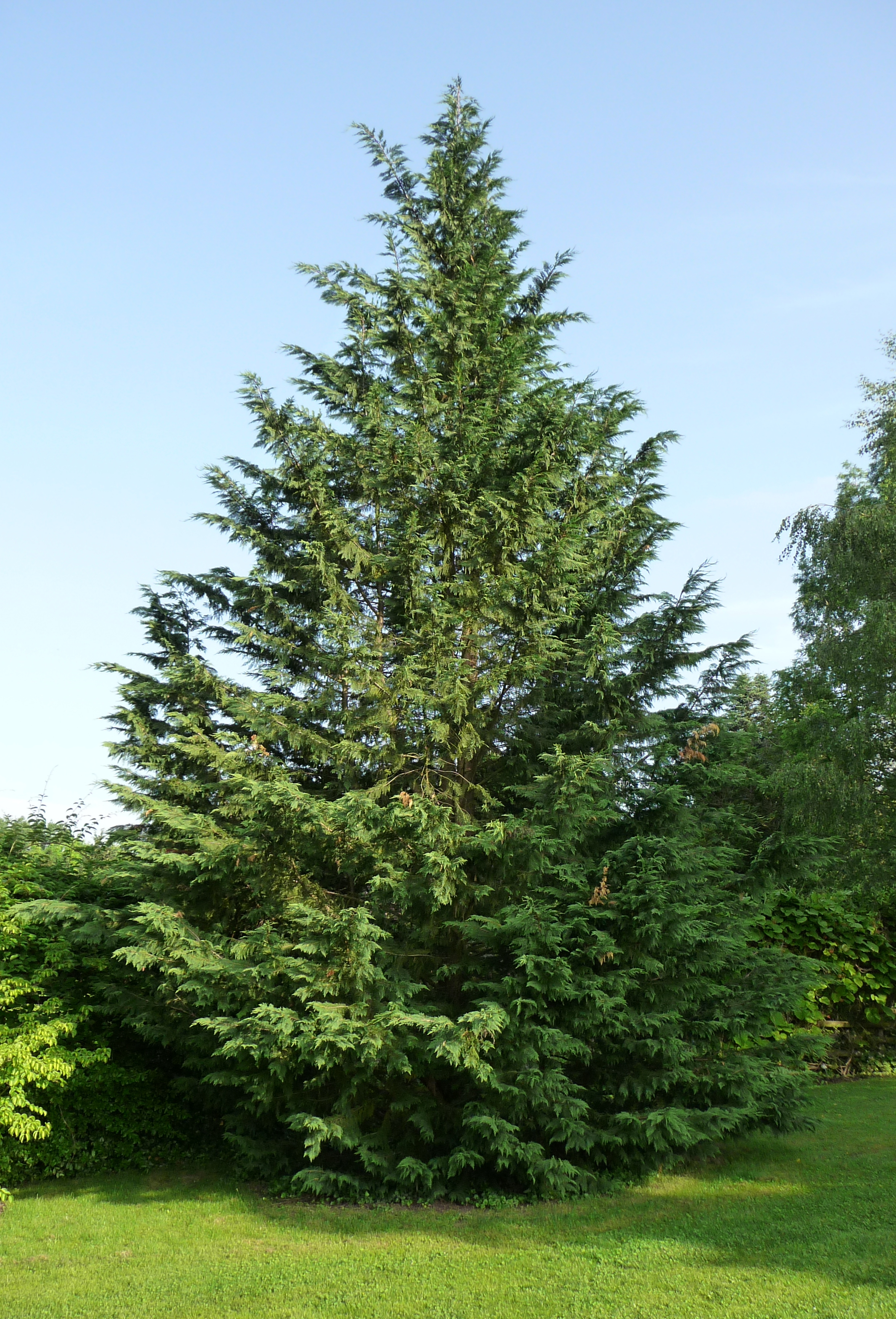
Leyland-Zypresse, Habitus.

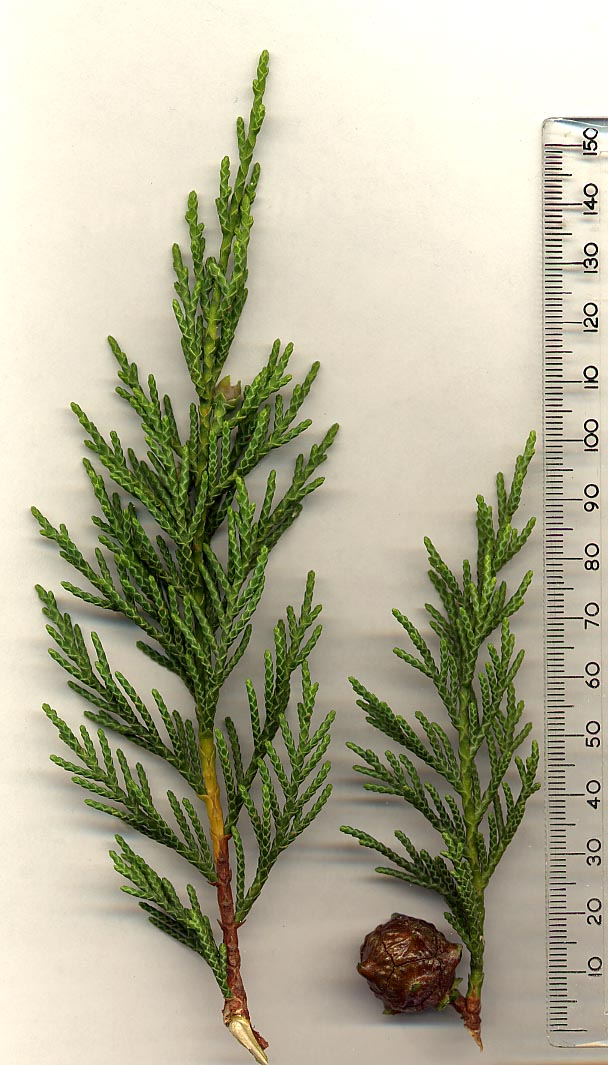
Leyland-Zypresse, Zweige mit Zapfen.

Die Leyland-Zypresse (× Cuprocyparis leylandii) ist eine Hybride zwischen der Monterey-Zypresse (Cupressus macrocarpa) und der Nootka-Scheinzypresse (Xanthocyparis nootkatensis) in der Familie der Zypressengewächse (Cupressaceae). Besonders in Großbritannien wird sie gerne als Hecke und Windschutz eingesetzt.

## Beschreibung
Die Leyland-Zypresse ist eine große, immergrüne Pflanze. Sie wächst sehr schnell mit Jahreszuwächsen von bis zu einem Meter, was allerdings Standort- und witterungsabhängig ist. Die Krone vieler Formen ist breit säulenförmig mit leicht überhängenden Zweigspitzen. Die Zweige sind etwas abgeflacht und dicht mit schuppenförmigen Nadeln besetzt.

## Verwendung
Die Leyland-Zypresse wird meist als Heckenpflanze genutzt, wobei sie einen Schnitt ins alte Holz nicht gut verträgt. Sie wächst auf unterschiedlichen, auch nährstoffarmen Böden. Sie kann auch in Küstennähe verwendet werden. Heute wird die extrem wüchsige Pflanze zunehmend als Problem angesehen.
Es wurden einige Sorten ausgelesen, etwa mit gelblich gefärbtem Laub (‘Castlewellan Gold‘, ‘Gold Rider’, ’Robinson’s Gold’) oder mit cremefarbener Panaschierung (‘Silver Dust’). Häufig gepflanzt wird die etwas grau gefärbte Sorte ‘Haggerston Grey’, die schon 1888 in Leighton Hall, Wales entstand.

## Inhaltsstoffe
Die Leyland-Zypresse kann bei Kontakt eine allergische Hautreaktion auslösen.

## Systematik
Ein Elternteil der Leyland-Zypresse, die Nootka-Scheinzypresse, wird verschiedentlich in die Gattungen Chamaecyparis, Xanthocyparis oder Cupressus eingeordnet. Entsprechend wird auch die Leyland-Zypresse unterschiedlich benannt, × Cupressocyparis leylandii, × Cuprocyparis leylandii oder Cupressus × leylandii.
Zwei weitere Kreuzungen zwischen der Nootka-Scheinzypresse und anderen Zypressen-Arten sind gleichfalls bekannt:
- Cupressus arizonica var. glabra × Xanthocyparis nootkatensis (× Cuprocyparis notabilis)
- Cupressus lusitanica × Xanthocyparis nootkatensis (× Cuprocyparis ovensii)